# Euscelidia venusta
Euscelidia venusta är en tvåvingeart som beskrevs av Dikow 2003. Euscelidia venusta ingår i släktet Euscelidia och familjen rovflugor. Inga underarter finns listade i Catalogue of Life.